# Dance Dance Revolution Winx Club
Dance Dance Revolution Winx Club é um jogo eletrônico musical lançado pela Konami dia 26 de março de 2009 nos países europeus para Wii que utilizou o motor para Dance Dance Revolution Hottest Party 2.[carece de fontes?] O jogo é baseado na série Winx Club, com músicas e personagens do desenho.
DDR Winx Club é também o primeiro jogo DDR lançado na Europa a usar o nome Dance Dance Revolution em vez de Dancing Stage como foi feito no passado, uma mudança que foi indicada no anúncio original para uma versão arcade europeia de Dance Dance Revolution X.